# Darren Fagan
Darren Michael Fagan (ur. 6 grudnia 1967) – australijski judoka. Olimpijczyk z Atlanty 1996, gdzie zajął 21. miejsce w wadze półlekkiej.
Uczestnik mistrzostw świata w 1989, 1993 i 1995. Startował w Pucharze Świata w 1995. Zdobył sześć medali mistrzostw Oceanii w latach 1988 - 2000. Mistrz Australii w 1990, 1991 i 1994 roku.

## Letnie Igrzyska Olimpijskie 1996
| Konkurencja | Eliminacje               | Klas. końcowa |
| Konkurencja | Przeciwnik I             | Miejsce       |
| ----------- | ------------------------ | ------------- |
| 60 kg       | Israel Hernández (CUB) P | 21.           |